# Zağalı
Zağalı è un comune dell'Azerbaigian situato nel distretto di Daşkəsən. Conta una popolazione di 401 abitanti.